# David Peterka
David Peterka (né le 21 février 2006) est un coureur cycliste tchèque, spécialiste des épreuves de vitesse sur piste.

## Biographie
Originaire de Brno, David Peterka est membre du club cycliste local, le Dukla Brno. En 2022, il subit une lourde opération à l'hôpital après qu'une violente chute lui ait causé des fractures des côtes, de la clavicule, un pneumothorax et des vertèbres écrasées.
Durant l'été 2024, il remporte trois titres aux championnats de Tchéquie sur piste juniors (moins de 19 ans) sur le kilomètre, la vitesse individuelle et par équipes. Peu après, il décroche des médailles de bronze sur le kilomètre et la vitesse par équipes aux championnats d'Europe juniors de Cottbus,. La même année, il devient champion du monde de vitesse par équipes juniors (avec Kryštof Friedl et Jan Pořízek) en battant en finale le trio chinois qui court à domicile.
En février 2025, à seulement 18 ans, il fait ses débuts chez les élites lors des championnats d'Europe de Heusden-Zolder. Il décroche la médaille de bronze sur le kilomètre, sa première médaille internationale à ce niveau.

## Palmarès

### Championnats du monde
| Édition / Épreuve      | Vitesse par équipes |
| Luoyang 2024 (juniors) | Or                  |

### Championnats d'Europe

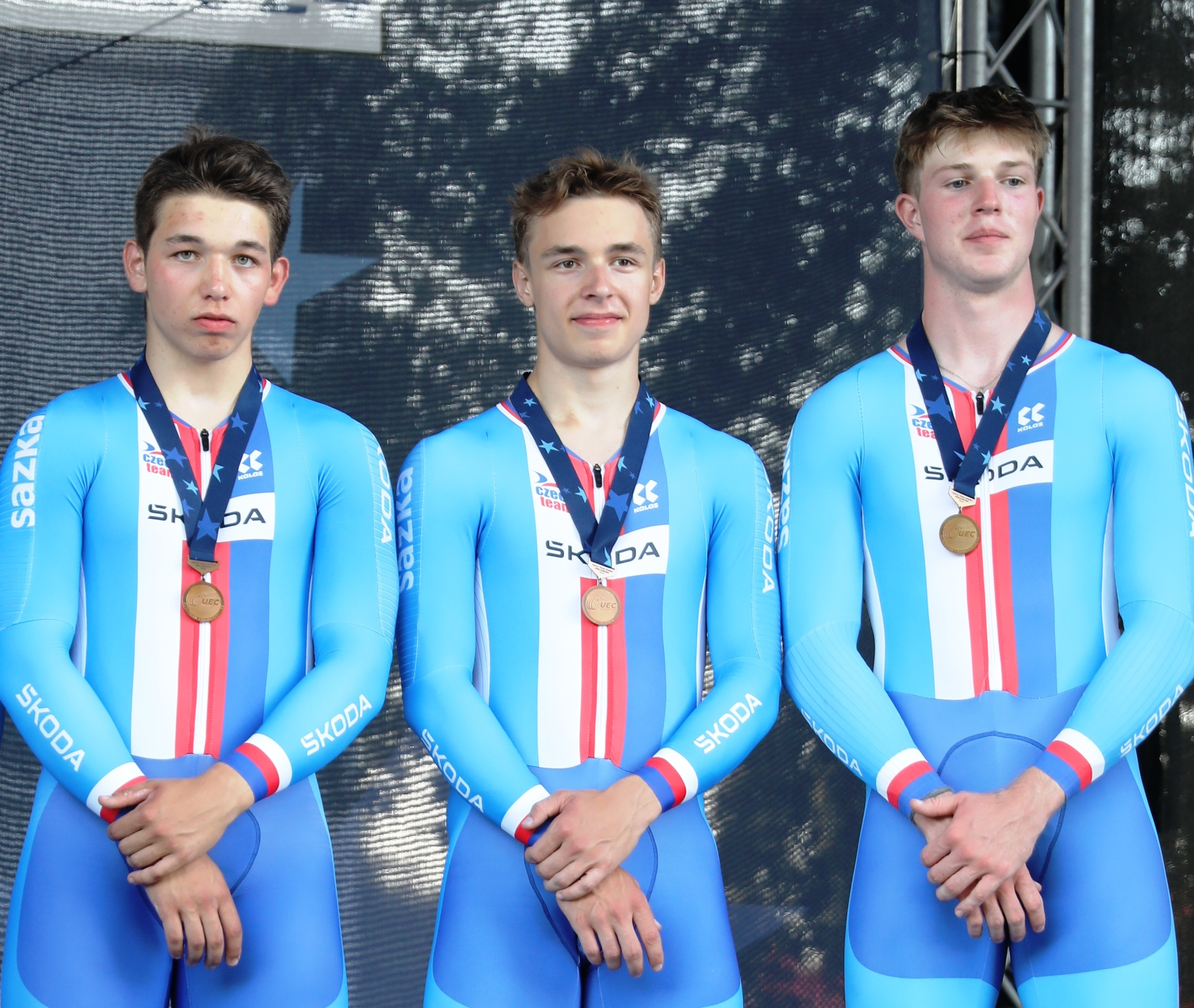
Jan Pořízek, David Peterka et Kryštof Friedl (de gauche à droite) sur le podium des championnats d'Europe espoirs 2024.

| Édition / Épreuve      | Kilomètre | Vitesse par équipes |
| Cottbus 2024 (juniors) | Bronze    | Bronze              |
| Heusden-Zolder 2025    | Bronze    | 4e                  |
| Anadia 2025 (espoirs)  |           | Argent              |

### Championnats de Tchéquie
- 2024
  -  Champion de Tchéquie du kilomètre juniors
  -  Champion de Tchéquie de vitesse juniors
  -  Champion de Tchéquie du vitesse par équipes juniors